# Jhafets Reyes
Jhafets Christ Dick Reyes (Cartagena, Región de Murcia, España, 16 de septiembre de 2006), más conocido como Jhafets Reyes, es un futbolista hispano-ecuatoriano que juega como guardameta en el Fútbol Club Cartagena de la Segunda División. Ha sido convocado a la selección de fútbol sub-20 de Ecuador.

## Trayectoria
Nacido en Cartagena, de padre de Nigeria y madre de Ecuador, es un guardameta formado en las categorías inferiores del CD Mediterráneo de su ciudad natal y también jugaría al fútbol playa con el equipo de Los Alcázares.
En la temporada 2023-24, firma con el equipo juvenil del Fútbol Club Cartagena de División de Honor e iría en varias ocasiones convocado con el primer equipo de Segunda División, sin llegar a debutar.
A mediados de octubre de 2023, Jhafets debutó con el Fútbol Club Cartagena "B" de la Segunda Federación en un encuentro frente al Marbella FC que acabaría con derrota por uno a cero. Durante la temporada disputaría un total de 6 partidos con el filial cartagenerista.
El 7 de julio de 2024, renueva por dos temporadas con el conjunto blanquinegro y formaría parte del Fútbol Club Cartagena "B" de la Tercera Federación y sería el tercer guardameta del primer equipo.
El 12 de octubre de 2024, hace su debut con el Fútbol Club Cartagena en la Segunda División, siendo titular en un encuentro frente al Racing de Ferrol que acabaría por derrota por cero a uno.

## Selección nacional

### Categorías inferiores
El 10 de abril de 2024, sería convocado por la Selección de fútbol sub-18 de Ecuador para disputar tres partidos de un torneo amistoso de UEFA. El 5 de enero de 2025 se anunció su convocatoria para disputar el Campeonato Sudamericano Sub-20 en Venezuela.

#### Participaciones en Sudamericanos
| Campeonato                  | Sede      | Resultado    | Partidos | Goles |
| --------------------------- | --------- | ------------ | -------- | ----- |
| Sudamericano Sub-20 de 2025 | Venezuela | Primera fase | 1        | 0     |

## Clubes
| Club                | País   | Año       | Partidos |
| ------------------- | ------ | --------- | -------- |
| F. C. Cartagena "B" | España | 2023-act. | 6        |
| F. C. Cartagena     | España | 2024-act. | 1        |